# Nematopodius meridionator
Nematopodius meridionator là một loài tò vò trong họ Ichneumonidae.